# ليزا جوردون هاغرتي
ليزا جوردون هاغري (بالإنجليزية: Lisa Gordon-Hagerty)‏ هي وكيل وزارة الطاقة الأمريكية للأمن النووي حاليًا ومديرة الإدارة الوطنية للأمن النووي. في مسيرتها المهنية في وقت سابق، كانت قد عملت في مختلف المناصب القيادية الأخرى في وزارة الطاقة ومجلس الأمن القومي.

## التعليم والوظيفة
حصلت جوردون هاغرتي على درجة البكالوريوس في العلوم من جامعة ميشيغان في عام 1983، والماجستير في الصحة العامة في عام 1986. بعد التخرج، عملت في مختبر لورنس ليفرمور الوطني. ثم انتقلت إلى واشنطن العاصمة للانضمام إلى موظفي لجنة مجلس النواب الأمريكي للطاقة والتجارة.
ثم أمضت ست سنوات في وزارة الطاقة مديرة لمكتب الاستجابة لحالات الطوارئ ومديرة بالنيابة لمكتب ضمان الأسلحة.  كمديرة لمكتب الاستجابة لحالات الطوارئ، كانت تتمتع بصلاحية لتفعيل فرق البحث في حالات الطوارئ النووية،  مما جعل صحيفة واشنطن تايمز تصفها بـ «الامرأة جيمس بوند».
في يوليو 1998، أصبحت مديرة مكتب البيت الأبيض للمكافحة الإرهاب ضمن مجلس الأمن القومي. حيث تم تعيينها أثناء إدارة الرئيس بيل كلينتون وظلت في منصبها خلال إدارة الرئيس جورج دبليو بوش. كانت مضطلعة عن كثب على هجمات 11 سبتمبر، وكانت موجودة في مجمع البيت الأبيض خلال الهجمات.
بعد ذلك، عملت في العديد من المناصب في القطاع الخاص. فمن عام 2003 إلى عام 2005، كانت نائب الرئيس التنفيذي وكبير موظفي العمليات في شركة إثراء الولايات المتحدة. ثم كانت رئيسة لشركة الاستشارات Tier Tech International، ورئيسة ومديرة تنفيذية في شركة LEG الاستشارية. وقد اختيرت ضمن أقوى النساء من قبل مجلة فورتشن في أعوام 2004 و2005 و2006.  كما عملت في مجلس الخبراء لاتحاد العلماء الأمريكيين.
قام الرئيس الأميركي دونالد ترامب بتعيين جوردون هاغرتي في منصب وكيل وزارة الطاقة للأمن النووي ومدير الإدارة الوطنية للأمن النووي، وأدت اليمين الدستورية في يوم 15 فبراير 2018. وفي سبتمبر من عام 2019، قالت انها كانت من المرشحين النهائيين الخمسة لتولي منصب مستشار الأمن القومي بعد استقالة جون بولتون.

## الحياة الشخصية
خلال جلسة استماع للجنة الكونغرس، قارنها النائب كيرت ويلدون بشخصية في فيلم من عام 1997، وهي مديرة مكافحة الإرهاب، صورته نيكول كيدمان. ويقال إنها شعرت بالذهول من هذه المقارنة، ونقل عنها قول: «لدي أشياء أكثر أهمية للقيام بها من تقديم المشورة إلى نيكول كيدمان».
في عام 2007، تزوجت من والتر هيوستن، وهو المؤسس والرئيس التنفيذي لشركة Tier Tech International.